# Mézerville
Mézerville  est une commune française, située dans le nord-ouest du département de l'Aude en région Occitanie.
Sur le plan historique et culturel, la commune fait partie du Lauragais, l'ancien « Pays de Cocagne », lié à la fois à la culture du pastel et à l’abondance des productions, et de « grenier à blé du Languedoc ». Exposée à un climat océanique altéré, elle est drainée par le ruisseau de Gardijol, le ruisseau de mézerville et par divers autres petits cours d'eau. La commune possède un patrimoine naturel remarquable : un site Natura 2000 (le « piège et collines du Lauragais ») et deux zones naturelles d'intérêt écologique, faunistique et floristique.
Mézerville est une commune rurale qui compte 97 habitants en 2022, après avoir connu un pic de population de 383 habitants en 1851. Ses habitants sont appelés les Mézervillais ou  Mézervillaises.
Le patrimoine architectural de la commune comprend un immeuble protégé au titre des monuments historiques : le château, inscrit en 1976.

## Géographie
Commune située dans le Lauragais entre Castelnaudary et Mazères en Ariège.

### Communes limitrophes
Les communes limitrophes sont  Belpech, La Louvière-Lauragais, Molandier, Peyrefitte-sur-l'Hers, Saint-Sernin et Sainte-Camelle.
| La Louvière-Lauragais | Sainte-Camelle |                       |
| Molandier             | Mézerville     | Peyrefitte-sur-l'Hers |
| Belpech               | Saint-Sernin   |                       |

### Géologie et relief
La superficie de la commune est de 730 hectares ; son altitude varie de 251  à   360 mètres.

### Voies de communication et transports
Accès par les routes départementales D 217 et D 717.

### Hydrographie
La commune est dans le bassin de la Garonne, au sein du bassin hydrographique Adour-Garonne. Elle est drainée par le ruisseau de Gardijol, le ruisseau de mézerville, le ruisseau de Guitard, le ruisseau de Janicou, le ruisseau de Mansac et par divers petits cours d'eau, qui constituent un réseau hydrographique de 11 km de longueur totale,.
Le ruisseau de Gardijol, d'une longueur totale de 22,2 km, prend sa source dans la commune et s'écoule du sud-est vers le nord-ouest. Il traverse la commune et se jette dans l'Hers-Mort à Gardouch, après avoir traversé 9 communes.

### Climat
Pour des articles plus généraux, voir Climat de l'Occitanie et Climat de l'Aude.
En 2010, le climat de la commune est de type climat du Bassin du Sud-Ouest, selon une étude s'appuyant sur une série de données couvrant la période 1971-2000. En 2020, Météo-France publie une typologie des climats de la France métropolitaine dans laquelle la commune est exposée à un climat océanique altéré et est dans la région climatique Aquitaine, Gascogne, caractérisée par une pluviométrie abondante au printemps, modérée en automne, un faible ensoleillement au printemps, un été chaud (19,5 °C), des vents faibles, des brouillards fréquents en automne et en hiver et des orages fréquents en été (15 à 20 jours).
Pour la période 1971-2000, la température annuelle moyenne est de 12,7 °C, avec une amplitude thermique annuelle de 15,7 °C. Le cumul annuel moyen de précipitations est de 853 mm, avec 10,1 jours de précipitations en janvier et 5,7 jours en juillet. Pour la période 1991-2020, la température moyenne annuelle observée sur la station météorologique la plus proche, située sur la commune de Montferrand à 12 km à vol d'oiseau, est de 13,7 °C et le cumul annuel moyen de précipitations est de 758,8 mm,. Pour l'avenir, les paramètres climatiques de la commune estimés pour 2050 selon différents scénarios d'émission de gaz à effet de serre sont consultables sur un site dédié publié par Météo-France en novembre 2022.

### Milieux naturels et biodiversité

#### Réseau Natura 2000

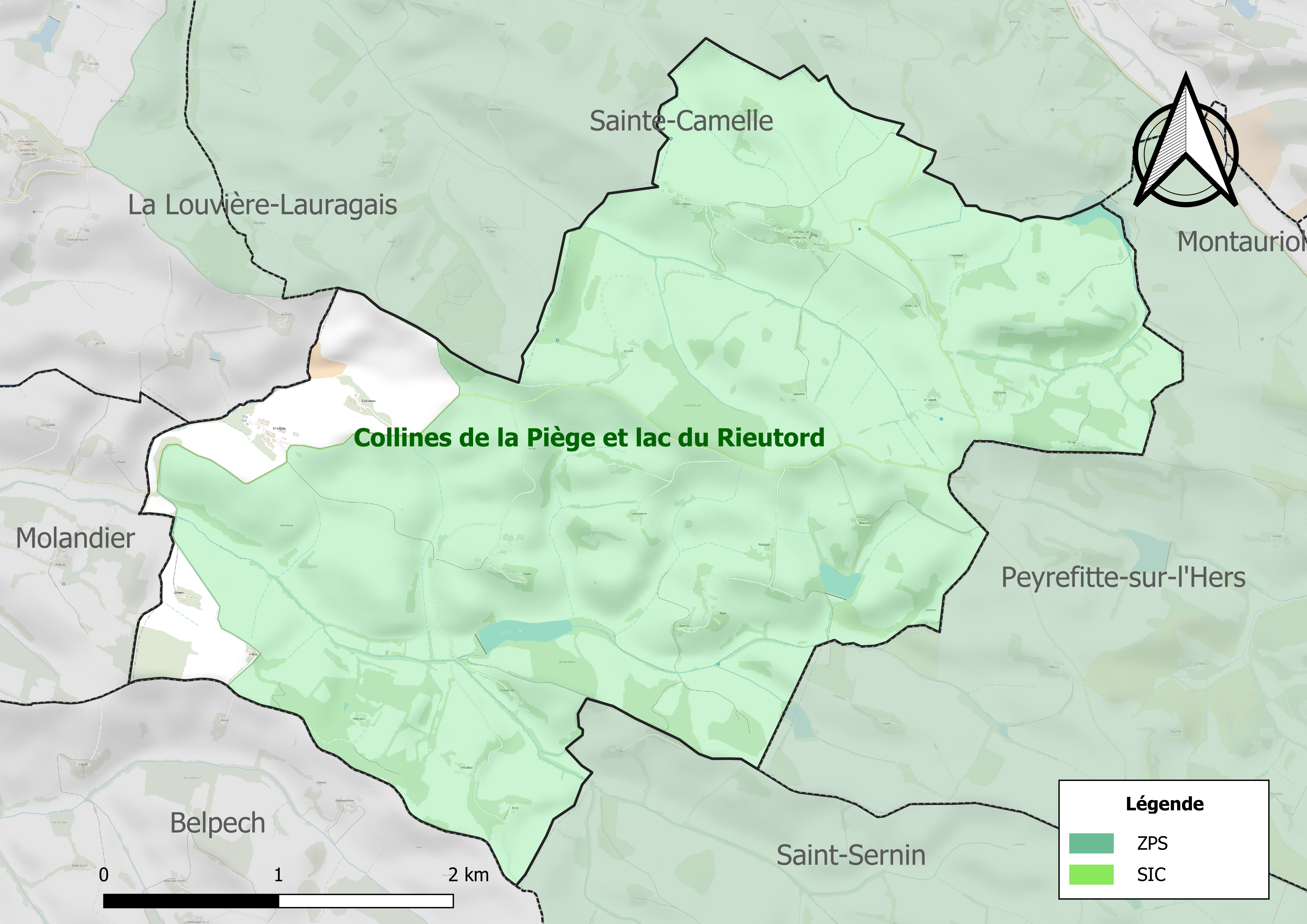
Sites Natura 2000 sur le territoire communal.

Le réseau Natura 2000 est un réseau écologique européen de sites naturels d'intérêt écologique élaboré à partir des directives habitats et oiseaux, constitué de zones spéciales de conservation (ZSC) et de zones de protection spéciale (ZPS).
Un site Natura 2000 a été défini sur la commune au titre  de la directive oiseaux : le « piège et collines du Lauragais », d'une superficie de 31 216 ha, ayant une position de transition entre la Montagne Noire et les premiers contreforts pyrénéens. On y voit donc régulièrement des espèces à grand domaine vital soit en chasse, soit à la recherche soit de sites de nidification : le Vautour fauve, l'Aigle royal, le Faucon pèlerin sont ainsi plus ou moins régulièrement observés sur le territoire concerné.

#### Zones naturelles d'intérêt écologique, faunistique et floristique
L’inventaire des zones naturelles d'intérêt écologique, faunistique et floristique (ZNIEFF) a pour objectif de réaliser une couverture des zones les plus intéressantes sur le plan écologique, essentiellement dans la perspective d’améliorer la connaissance du patrimoine naturel national et de fournir aux différents décideurs un outil d’aide à la prise en compte de l’environnement dans l’aménagement du territoire.
Une ZNIEFF de type 1 est recensée sur la commune :
les « collines de la Piège et lac du Rieutord » (4 812 ha), couvrant 11 communes du département et une ZNIEFF de type 2, : 
les « collines de la Piège » (27 918 ha), couvrant 40 communes dont 38 dans l'Aude et 2 dans la Haute-Garonne.

Carte des ZNIEFF de type 1 et 2 à Mézerville.
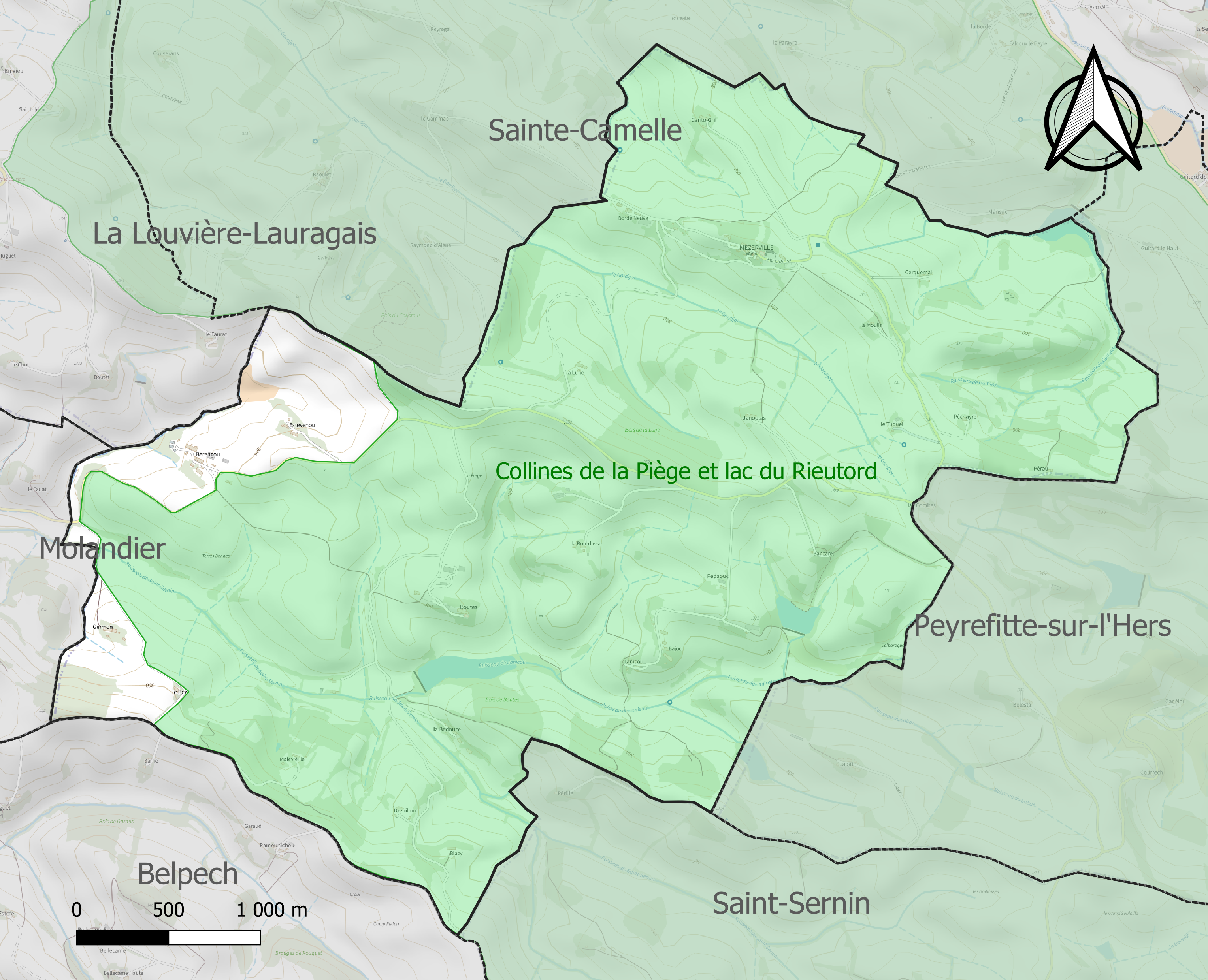
Carte de la ZNIEFF de type 1 sur la commune.
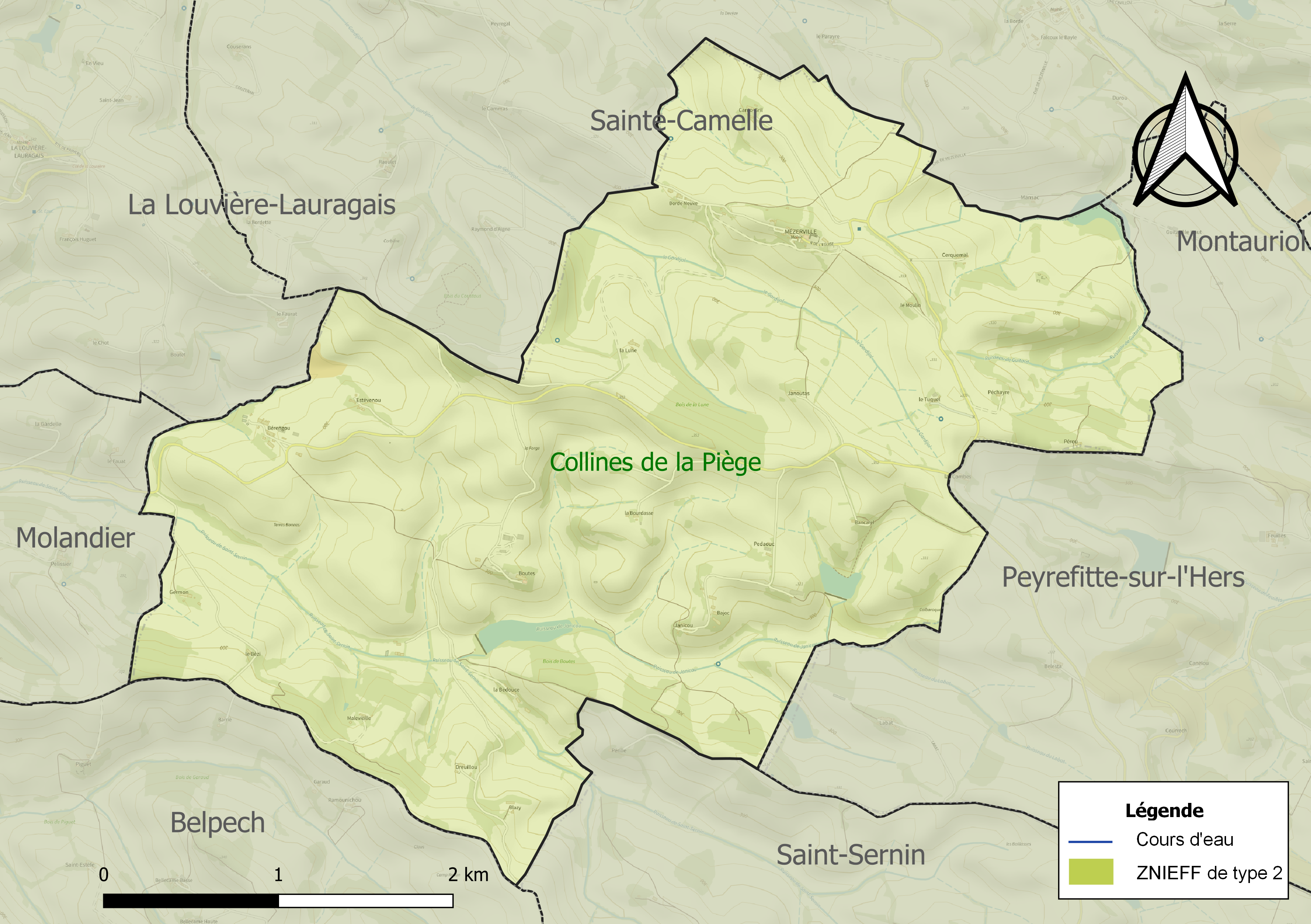
Carte de la ZNIEFF de type 2 sur la commune.

## Urbanisme

### Typologie
Au 1er janvier 2024, Mézerville est catégorisée commune rurale à habitat très dispersé, selon la nouvelle grille communale de densité à 7 niveaux définie par l'Insee en 2022.
Elle est située hors unité urbaine et hors attraction des villes,.

### Occupation des sols
L'occupation des sols de la commune, telle qu'elle ressort de la base de données européenne d’occupation biophysique des sols Corine Land Cover (CLC), est marquée par l'importance des territoires agricoles (100 % en 2018), une proportion identique à celle de 1990 (100 %). La répartition détaillée en 2018 est la suivante : 
zones agricoles hétérogènes (100 %). L'évolution de l’occupation des sols de la commune et de ses infrastructures peut être observée sur les différentes représentations cartographiques du territoire : la carte de Cassini (XVIIIe siècle), la carte d'état-major (1820-1866) et les cartes ou photos aériennes de l'IGN pour la période actuelle (1950 à aujourd'hui).

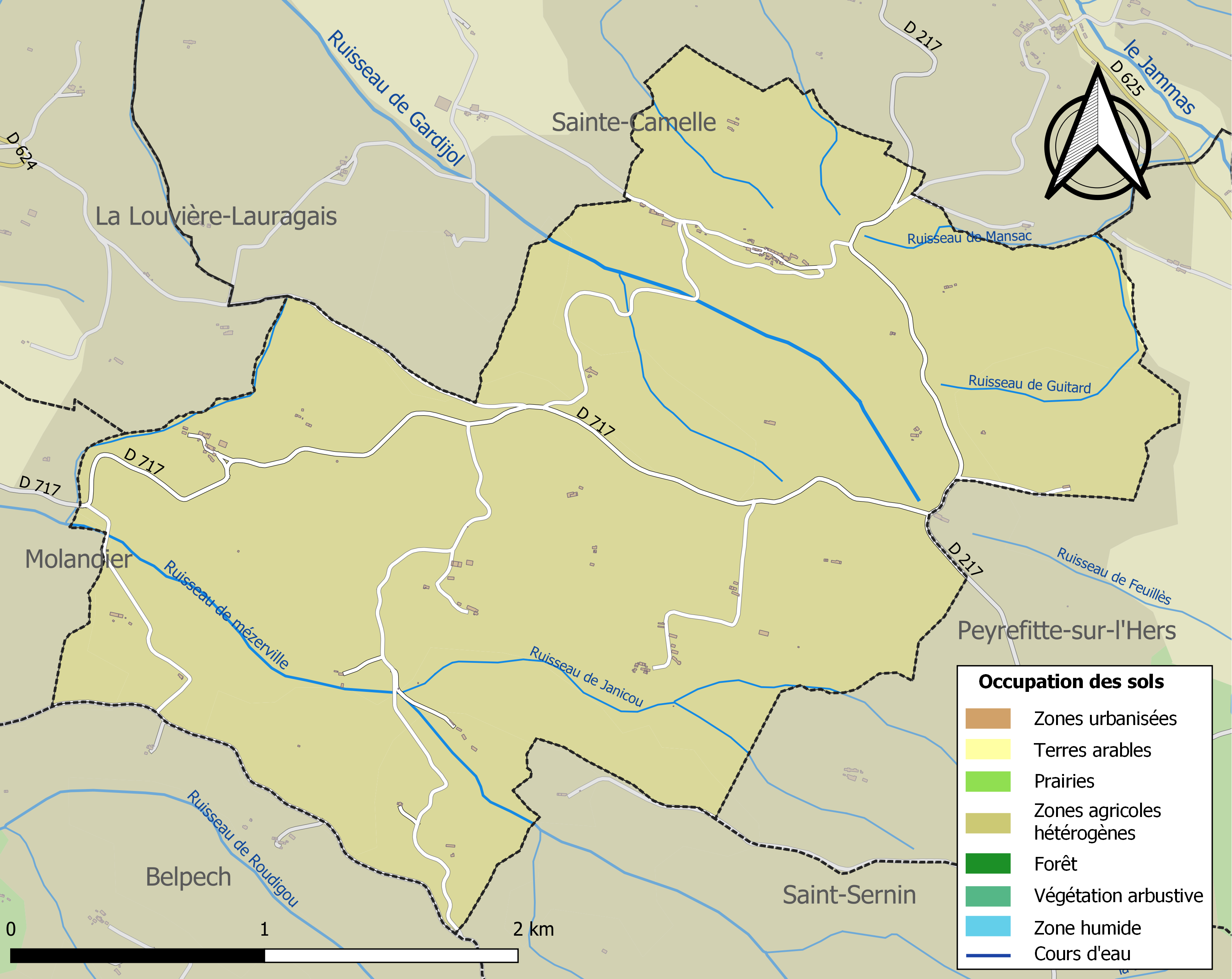
Carte des infrastructures et de l'occupation des sols de la commune en 2018 (CLC).

### Risques majeurs
Le territoire de la commune de Mézerville est vulnérable à différents aléas naturels : météorologiques (tempête, orage, neige, grand froid, canicule ou sécheresse) et séisme (sismicité très faible). Un site publié par le BRGM permet d'évaluer simplement et rapidement les risques d'un bien localisé soit par son adresse soit par le numéro de sa parcelle.

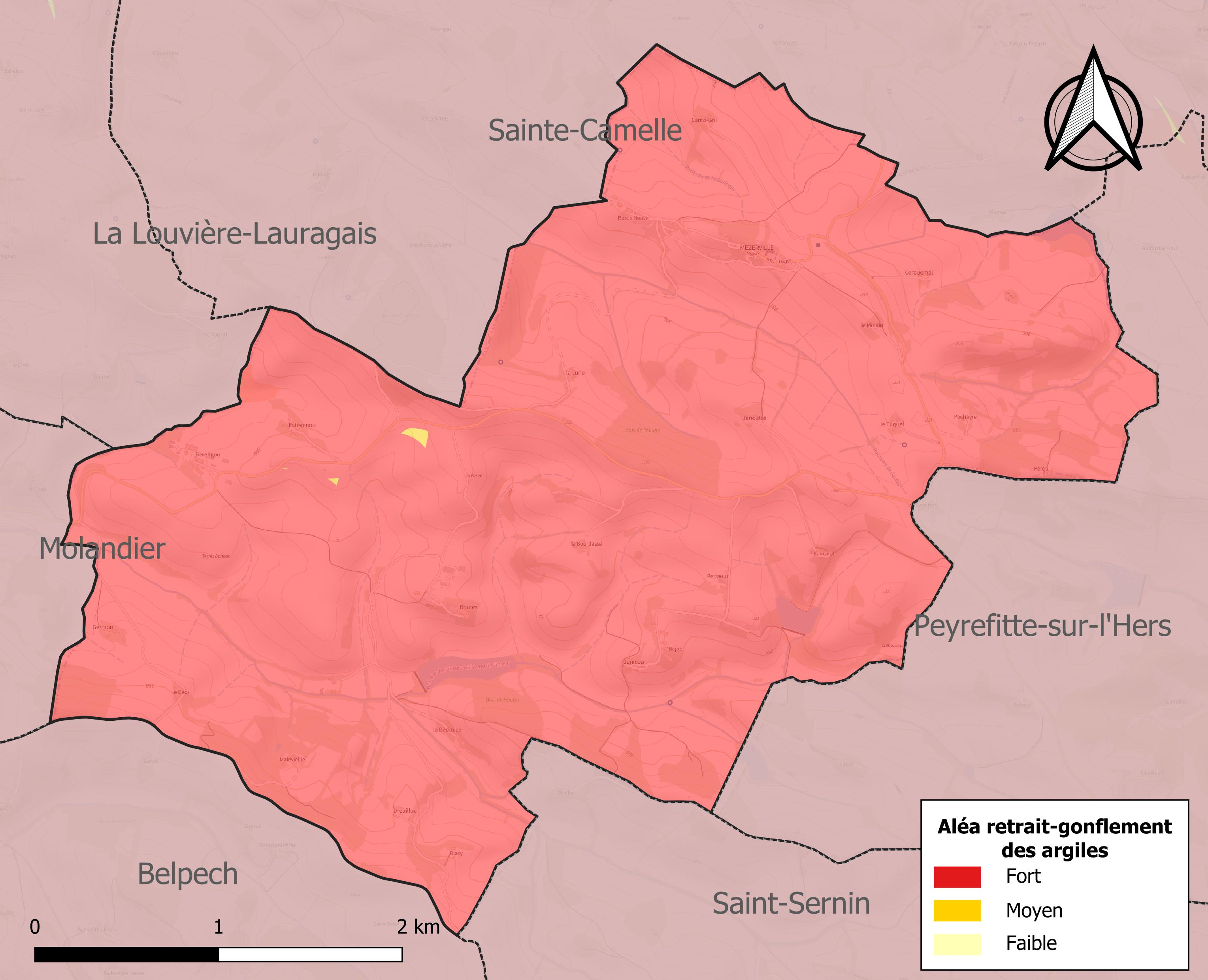
Carte des zones d'aléa retrait-gonflement des sols argileux de Mézerville.

Le retrait-gonflement des sols argileux est susceptible d'engendrer des dommages importants aux bâtiments en cas d’alternance de périodes de sécheresse et de pluie. La totalité de la commune est en aléa moyen ou fort (75,2 % au niveau départemental et 48,5 % au niveau national). Sur les 56 bâtiments dénombrés sur la commune en 2019, 56 sont en aléa moyen ou fort, soit 100 %, à comparer aux 94 % au niveau départemental et 54 % au niveau national. Une cartographie de l'exposition du territoire national au retrait gonflement des sols argileux est disponible sur le site du BRGM,.

## Histoire

### Éléments de l'histoire du château

#### XIIIesiècle
Mézerville apparaît pour la première fois dans l’acte d’acquisition fait par Raimond-Roger, comte de Foix, des fiefs de Molandier, La Louvière, Mézerville auprès de Bernard et Sicard de Montaut, le 6 janvier 1208.
Sicard de Montaut, allié des croisés, participe au siège de Toulouse de 1218. On lit dans la Chanson de la croisade albigeoise : « À la tête des croisés le comte de Montfort s’élance rapidement le premier, à sa suite Sicard de Montaut et son gonfanonier, Jean de Berzy et Foucaud… ». Sicard est blessé à Baziège en 1219, il rejoindra le comte de Toulouse ultérieurement.
Les fiefs cités plus haut constituent à cette époque la frontière nord-est du comté de Foix. Il est probable que Sicard de Montaut ait cherché à protéger ou à récupérer ses biens en s’alliant à Simon de Montfort.
Propriétaire des lieux, le comte de Foix héberge à Mézerville, sans doute avec le titre de châtelain, noble Pierre-Raimond de Rabat. Suspecté de catharisme, ce dernier est interrogé par l’inquisiteur Bernard de Caux en 1246 (Cahiers de Bernard de Caux, Doat XXII, traduction Jean Duvernoy) : 
«..L’an du Seigneur 1246, le 6 des ides de juillet (9 juillet 1246), Pierre-Raimond de Rabat chevalier qui demeure à Mézerville, témoin ayant prêté serment dit : j’ai vu à Belestat (entre Saint-Sernin et Mézerville) des parfaits résidant publiquement, ainsi qu’en plusieurs autres lieux. Mais je n’ai eu alors aucun commerce avec eux. Il y a seize ans environ.

- Item, j’ai vu des parfaits savoir Bertrand Marty (de Caillavel, commune de Belflou) et son compagnon à Montségur, et, j’ai vu là avec eux Arnaud Roger, Bertrand de Congost, Raimond de Pereille, et Corba sa femme, mais je n’ai pas adoré ni vu adorer. J’ai quand même entendu un peu de la prédication de ces parfaits. Il y a quinze ans environ.

- Item j’ai vu à Fanjaux le parfait Agulher dans sa propre maison, mais je n’ai rien fait ou dit avec ce parfait.
Il s’est confessé à frère Guillaume Arnaud et à frère Ferrer, et il reconnaît que ses confessions sont vraies, et il abjura l’hérésie et jura…
Témoins Arnaud, prieur de Saint-Sernin, frère Guillaume Pelhisson, Nieps, clercs, frères Bernard et Jean inquisiteurs.
Par la suite il reconnaît qu’il avait adoré, ainsi qu’il est contenu dans sa confession. Et il reconnaît aussi qu’il a cru que c’étaient des bonshommes quand il adorait. Mêmes témoins. »
Dans le registre de l’Inquisition de Jacques Fournier en 1320, un personnage important de Montaillou, Béatrice de Planissoles, châtelaine du lieu, suspectée de catharisme, est interrogée à plusieurs reprises par l’évêque. Elle tente de fuir une convocation à Pamiers, se réfugie à Belpech et fait appel à l’un de ses anciens amants, Barthélémy Amilhac alors prêtre à Mézerville qui vient la retrouver.
« Il me dit que j’avais eu tort de fuir, qu’il me fallait revenir et comparaître devant monseigneur l’évêque. Je répondis que je ne le ferais en aucune manière… Le prêtre me dit : si c’est ainsi, prenez cet argent et il me donna huit tournois d’argent… dit qu’il ne m’abandonnerait pas jusqu’à ce que je fusse à Limoux, mais qu’après la fête de l’invention de Saint-Étienne (5 août), fête pour laquelle il lui fallait être à Mézerville parce que c’est la fête du lieu, il me conduirait à Limoux… Je me réjouis de l’entendre… Nous allâmes, moi, ce prêtre et un sergent de Belpech, au Mas-Saintes-Puelles où je fus arrêtée par les gens de monseigneur l’évêque et amenée par eux auprès de lui. »
Il est remarquable que de nos jours l’église paroissiale de Mézerville soit toujours dédiée à saint Étienne, et qu'en 1738, elle était une annexe de Sainte-Camelle. (Dictionnaire du département de l’Aude par l’abbé Sabarthès).
Il faut ensuite attendre plus d’un siècle pour retrouver trace de l’histoire de Mézerville. Siècle au cours duquel la peste sévit et décime plus du quart de la population.
Nous savons toutefois qu’au XIVe siècle, Gaston Fébus est propriétaire de Mézerville. Nous nous plaisons à imaginer qu’il venait y chasser et que c’est là, devant la barrière des Pyrénées qu’on voit se dresser au loin depuis la cour du château, qu’il a composé le toujours célèbre « Se canto »,  devenu au cours des siècles comme un hymne du Sud-Ouest de la France.[style à revoir]

#### XVeetXVIesiècles
Armes : selon ses sceaux, un aulne à trois branches (sans doute d’or à l’aulne de sinople). Cimier : une main appaumée.
Armes d’Aulon.
Aux archives départementales de la Haute-Garonne, série B, nous avons trouvé une indication datée de 1486 attribuant Mézerville au chevalier Jehan d’Aulon (1390-1458), conseiller du roi et sénéchal de Beaucaire.
Cette indication figure dans les actes du procès qui opposa le petit-fils de Jehan d’Aulon à Hélène de Mauléon. À l’issue de ce procès, Mézerville est attribué au petit-fils, comme faisant partie des biens propres apportés par feu Jehan d’Aulon lors de son mariage. En effet une autre indication, antérieure, nous est donnée par Maurice Vuillier dans « Histoire de la famille de Mauléon ». Il cite Hélène de Mauléon, dame de Caudeval, mariée le 23 septembre 1428 à Jehan d’Aulon, chevalier, seigneur de Mézerville, Peyrefitte et Belesta.
Jehan d’Aulon, personnage considérable selon l’historienne Régine Pernoud, « est célèbre pour avoir été pour Jeanne d’Arc le compagnon de tous les instants » de Poitiers à Rouen puisqu’il fut fait prisonnier avec elle. Le roi Charles VII l’avait choisi pour veiller personnellement sur Jeanne parce qu’il était « le chevalier le plus sage et de l’honnêteté la plus éprouvée de tout son entourage ». Sa conduite auprès d’elle lui valut d’être investi par Charles VII de plusieurs missions de confiance. « Lors de son entrée solennelle à Paris en 1437, c’est lui qui à pied tenait par la bride le cheval du roi ». Ensuite l’archevêque de Reims, Jean Juvenal des Ursins, sollicite son témoignage lors du procès en réhabilitation de Jeanne d’Arc.

## Politique et administration

### Rattachements administratifs et électoraux
Commune faisant partie de la communauté de communes de Castelnaudary Lauragais Audois, et du canton de la Piège au Razès (avant le redécoupage départemental de 2014, Mézerville faisait partie de l'ex-canton de Salles-sur-l'Hers).

### Liste des maires
| Période                                  | Période   | Identité     | Étiquette | Qualité |
| ---------------------------------------- | --------- | ------------ | --------- | ------- |
| mars 2001                                | mars 2008 | Guy Dandine  |           |         |
| mars 2008                                | En cours  | Marc Tardieu |           |         |
| Les données manquantes sont à compléter. |           |              |           |         |

## Population et société

### Démographie
| 1793 | 1800 | 1806 | 1821 | 1831 | 1836 | 1841 | 1846 | 1851 |
| ---- | ---- | ---- | ---- | ---- | ---- | ---- | ---- | ---- |
| 337  | 297  | 300  | 296  | 329  | 325  | 342  | 366  | 383  |

| 1856 | 1861 | 1866 | 1872 | 1876 | 1881 | 1886 | 1891 | 1896 |
| ---- | ---- | ---- | ---- | ---- | ---- | ---- | ---- | ---- |
| 281  | 378  | 330  | 324  | 304  | 302  | 275  | 298  | 297  |

| 1901 | 1906 | 1911 | 1921 | 1926 | 1931 | 1936 | 1946 | 1954 |
| ---- | ---- | ---- | ---- | ---- | ---- | ---- | ---- | ---- |
| 243  | 263  | 250  | 189  | 192  | 171  | 163  | 172  | 138  |

| 1962 | 1968 | 1975 | 1982 | 1990 | 1999 | 2005 | 2006 | 2010 |
| ---- | ---- | ---- | ---- | ---- | ---- | ---- | ---- | ---- |
| 101  | 87   | 84   | 87   | 70   | 81   | 99   | 100  | 82   |

| 2015 | 2020 | 2022 | - | - | - | - | - | - |
| ---- | ---- | ---- | - | - | - | - | - | - |
| 95   | 98   | 97   | - | - | - | - | - | - |

## Économie

### Emploi
| Division       | 2008   | 2013   | 2018   |
| -------------- | ------ | ------ | ------ |
| Commune        | 9,8 %  | 9,4 %  | 5,4 %  |
| Département    | 10,2 % | 12,8 % | 12,6 % |
| France entière | 8,3 %  | 10 %   | 10 %   |

En 2018, la population âgée de 15 à 64 ans s'élève à 55 personnes, parmi lesquelles on compte 78,6 % d'actifs (73,2 % ayant un emploi et 5,4 % de chômeurs) et 21,4 % d'inactifs,. En  2018, le taux de chômage communal (au sens du recensement) des 15-64 ans est inférieur à celui de la France et du département, alors qu'en 2008 il était supérieur à celui de la France.
La commune est hors attraction des villes,. Elle compte 20 emplois en 2018, contre 20 en 2013 et 15 en 2008. Le nombre d'actifs ayant un emploi résidant dans la commune est de 42, soit un indicateur de concentration d'emploi de 46,8 % et un taux d'activité parmi les 15 ans ou plus de 54,8 %.
Sur ces 42 actifs de 15 ans ou plus ayant un emploi, 14 travaillent dans la commune, soit 33 % des habitants. Pour se rendre au travail, 86 % des habitants utilisent un véhicule personnel ou de fonction à quatre roues, 2,3 % s'y rendent en deux-roues, à vélo ou à pied et 11,6 % n'ont pas besoin de transport (travail au domicile).

### Activités hors agriculture

#### Secteurs d'activités
5 établissements sont implantés  à Mézerville au 31 décembre 2019.
Le secteur 1 est prépondérant sur la commune puisqu'il représente 40 % du nombre total d'établissements de la commune (2 sur les 5 entreprises implantées  à Mézerville), contre 8,8 % au niveau départemental.

### Agriculture
|               | 1988 | 2000 | 2010 | 2020 |
| ------------- | ---- | ---- | ---- | ---- |
| Exploitations | 15   | 11   | 10   | 9    |
| SAU (ha)      | 732  | 733  | 831  | 781  |

La commune est dans le Lauragais, une petite région agricole occupant le nord-ouest du département de l'Aude,. En 2020, l'orientation technico-économique de l'agriculture  sur la commune est la culture de céréales et/ou d'oléoprotéagineuses. Neuf exploitations agricoles ayant leur siège dans la commune sont dénombrées lors du recensement agricole de 2020 (15 en 1988). La superficie agricole utilisée est de 781 ha,,.

### Enseignement
Mézerville fait partie de l'académie de Montpellier.

## Culture locale et patrimoine

### Lieux et monuments
- Église Saint-Étienne de Mézerville.

#### Château de Mézerville
Le château de Mézerville est édifié au sommet d'une colline de la Piège, à 330 m d'altitude, dans la province du Lauragais, au sud-ouest de la France. Il date, pour l'essentiel de son gros œuvre, du début du XVe siècle.
Cette époque troublée, pleine d'insécurité, de la fin de la guerre de Cent Ans explique le caractère très austère du bâtiment à vocation militaire de défense.
Il fut la propriété des comtes de Foix au XIIIe siècle. On retrouve à l'intérieur quelques éléments d'architecture de cette époque.
Au XVIe siècle, avec la richesse du pastel, des fenêtres à meneaux seront ouvertes sur la façade sud.
Dans les siècles suivants, le bâtiment ne sera pratiquement pas modifié, ce qui nous permet aujourd'hui de disposer d'un ensemble assez homogène des XVe et XVIe siècles.

### Personnalités liées à la commune
Jehan d’Aulon, personnage considérable selon l’historienne Régine Pernoud, « est célèbre pour avoir été pour Jeanne d’Arc le compagnon de tous les instants » de Poitiers à Rouen puisqu’il fut fait prisonnier avec elle. Le roi Charles VII l’avait choisi pour veiller personnellement sur Jeanne parce qu’il était « le chevalier le plus sage et de l’honnêteté la plus éprouvée de tout son entourage ». Sa conduite auprès d’elle lui valut d’être investi par Charles VII de plusieurs missions de confiance. « Lors de son entrée solennelle à Paris en 1437, c’est lui qui à pied tenait par la bride le cheval du roi ». Ensuite l’archevêque de Reims, Jean Juvenal des Ursins, sollicite son témoignage lors du procès en réhabilitation de Jeanne d’Arc.
Noble Jean de Donault, trésorier général de France en la chancellerie de Toulouse, reçut en 1625, comme seigneur haut justicier, une reconnaissance des habitants de Mézerville et rendit lui-même hommage au roi pour cette seigneurie le 9 janvier 1635.
À la Révolution, François de Donault, capitaine de la 1e compagnie de Mousquetaires, chevalier de Saint-Louis, conseiller au Parlement de Toulouse, fut arrêté et conduit à Paris avec son collègue du Bourg, pour y être exécutés le 17 juin 1793.

### Héraldique
| Blason de Mézerville | Blason  | D’or à la fasce de sable surmontée de trois carreaux en losange du même. |
| Blason de Mézerville | Détails | Le statut officiel du blason reste à déterminer.                         |

## Pour approfondir